# 定陶区
定陶区是中国山东省菏泽市的一个市辖区，位于万福河上游。定陶区原为定陶县，2016年2月，撤县设区。區人民政府駐天中街道陶朱公大街939號。
秦始皇二十六年（前221年）始置定陶縣。據《史記》載：春秋末期，范蠡助越滅吳後，輾轉至陶，“以陶為天下之中”，遂在此定居經商，“十九年間，三致千金”，被後人尊為商祖，死後葬於陶，定陶之名由此而始。

## 历史
早在原始社会末期，定陶区境内生活着一支古老的部落鬷夷氏，是东夷人中擅长制陶的一个部落。鬷夷氏到了虞舜时期不仅有发达的手工业，而且还有发达的畜牧业。经济的发展使鬷夷氏部落与夏部落一同跨进了文明的门槛。到了夏朝，它的名称已经演化成三鬷国。夏朝三鬷国的都城在今定陶西南一带。在汤伐桀的战争中，三鬷充当了夏桀王的鼎力支持者。《尚书》云：“汤与桀战于鸣条。败走，保三鬷。汤从之，遂伐三鬷，俘厥宝玉。”商汤王攻下三鬷后，不仅将财产宝玉抢掠一空，而且对其国人或杀死，或俘虏作奴隶，或驱逐出境，又将与夏朝具有夙怨的曹氏（帝颛顼后裔陆终第五子曹安之子孙）迁来居住，并建立了曹国。曹姓国人在这里经营开拓、繁衍生息五百余年，直到商朝末年也未再迁徙。周朝建立后，周武王把这块富庶的地方封给了自己的六弟曹叔振鐸，仍称曹国，而把原曹姓族人东迁邾地，另行分封，建立了邾国。曹叔振鐸在曹国传位二十六代，前后共558年，直至后来被宋国所灭。
春秋时期末，范蠡助越灭吴后，辗转至陶，“以陶为天下之中”，遂在此定居经商，“十九年间，三致千金”，被后人尊为商祖，死后葬于陶，定陶之名由此而始。
战国时期，定陶已成为宋国的工商业城市，是齐秦之间的交通枢纽，因而争宋也就是争定陶。齐灭宋前，秦国的范睢，齐国的孟尝君都因争夺定陶为封邑，因此展开了合纵连横的斗争。齐一灭宋，占有定陶，形势因此发生一大变化，各国由憎秦而憎齐，发动五国攻齐的战争，齐从此衰弱。
秦始皇二十六年（前221年）始置定陶县，属济阴郡。隋朝开皇六年（586年），析置济阴县。
汉王五年（前202年）十月，定陶氾水之阳的堌堆上，刘邦在重臣的簇拥下，黄袍加身，郊天祭地，正式登基做了皇帝，国号为汉，建都洛阳，后迁长安。该堌堆也因刘邦在此即位而被称为官堌堆。

## 人口
根據第七次全国人口普查數據，截至2020年11月1日零時，定陶區常住人口為540016人。

## 行政区划
定陶区下辖2个街道办事处、10个镇：
天中街道、滨河街道、陈集镇、冉固镇、张湾镇、黄店镇、孟海镇、马集镇、仿山镇、半堤镇、杜堂镇和南王店镇。

## 名人
Category: 定陶人
- 范蠡
- 戚夫人 （ 戚姬 )